# Chrysobothris deyrollei
Chrysobothris deyrollei es una especie de escarabajo del género Chrysobothris, familia Buprestidae. Fue descrita científicamente por Thomson en 1858.